# Elisa Úriz Pi
Elisa Úriz Pi (Tafalla, 1893 – Berlín Oriental, 1979) fue una maestra, pedagoga y activista política navarra que, junto a su hermana Josefa Úriz Pi, está considerada precursora de la Escuela Moderna en España e impulsora del Día Universal del Niño.

## Biografía
Era hija del capitán de infantería Benito Úriz Yerro y de Filomena Pi Céspedes. Estudió en la Escuela de Magisterio en Madrid y trabajó como profesora de música en las Escuelas Normales de Magisterio de Gerona, Tarragona y Barcelona. Fue becada por la Junta para Ampliación de Estudios e Investigaciones Científicas en Ginebra, donde estudió el método musical de Émile Jaques-Dalcroze. En su estancia en la Escuela de Gerona coincidió un tiempo con su hermana Josefa, con la que llevó a cabo actividades sindicales que provocaron el traslado de Josefa a Lérida en 1921.
Durante la Segunda República Española militó en la FETE-UGT y fue dirigente en Lérida a la vez que su hermana  era secretaria general. Contrajo matrimonio con el secretario general de la UGT de Cataluña, Antoni Sesé y Artaso, asesinado en Barcelona durante los hechos de mayo de 1937. Junto con su hermana impulsó la Unión de Mujeres Antifascistas en 1934 y ese mismo año formó parte de la delegación española (junto con Dolores Ibárruri e Irene Falcón) que participó en el Congreso Mundial de Mujeres Contra el Fascismo. Poco antes de empezar la Guerra Civil militaba en el Partido Comunista de Cataluña, y junto con su hermana ingresó en el Partido Socialista Unificado de Cataluña (PSUC). En noviembre de 1937 fue nombrada secretaria administrativa del Secretariado Regional de la UGT y delegada de la FETE en el Comité de Cataluña de la UGT.
En febrero de 1939 se exilió a Francia con su hermana. Durante la ocupación francesa por los nazis colaboraron con la Resistencia francesa dentro del grupo de José Miret Musté y su hermano Conrad hasta que este fue detenido en 1942. Después se integró en la Unión Nacional Española dirigida por el militante comunista Jesús Monzón Repáraz. Durante este tiempo militó en el PSUC y la UGT, y en 1945 formó parte de la dirección en Toulouse, fiel a Juan Negrín.
En el exilio colaboró con Dolores Ibárruri en la Unión de Mujeres Españolas y secretaria general de la Federación Democrática Internacional de Mujeres. Desde este cargo propuso que cada 1 de junio se celebrara el Día de la Niñez. Desde este organismo denunció la situación de las mujeres en las prisiones franquistas y consiguió que en 1948 una comisión de juristas visitara las prisiones de mujeres de Ventas y Yeserías. También participó en la redacción de la revista Mujeres Antifascistas Españolas con Dolores Ibárruri, Victoria Kent y María Teresa León.
Al acabar la Segunda Guerra Mundial las autoridades españolas le incoaron un expediente del Tribunal de Responsabilidades Políticas. Debido a su militancia comunista, en abril de 1951 fue expulsada de Francia con su hermana. Cruzó el Telón de Acero y se estableció en Berlín oriental, donde estudió medicina y ayudó a los refugiados españoles. 
El logro considerado más relevante de su trabajo diplomático fue la instauración por la ONU del Día Universal del Niño, proclamado el año 1954 como consecuencia de la campaña realizada por la Federación Democrática Internacional de Mujeres (FDIM) en defensa de la Infancia. De esta forma culminaba una trayectoria, compartida también por su hermana Josefa, dedicada a la protección y preparación intelectual de la infancia.